# Novelty
Novelty – wieś w Stanach Zjednoczonych, w stanie Missouri, w hrabstwie Knox.